# Robert Marland
Robert Davies Marland (født 13. maj 1964 i Mississauga) er en canadisk tidligere roer og olympisk guldvinder.
Marland roede først i firer med styrmand og var i denne bådtype med til at vinde VM-sølv i 1986. I denne bådtype deltog han i OL 1988 i Seoul. Den canadiske båd blev nummer fem og sidst i sit indledende heat, men i opsamlingsheatet kom de ind som nummer tre, hvilket betød kvalifikation til semifinalen. Her blev båden nummer seks og sidst, hvilket betød deltagelse i B-finalen. Her blev det til en tredjeplads og en samlet niendeplads i konkurrencen.
Efter OL forsøgte Marland sig i singlesculler, men uden stor succes. I stedet skiftede han til otteren, som i 1990 og 1991 vandt sølv ved VM. Han var også med ved OL 1992 i Barcelona. Besætningen bestod ud over Marland af Darren Barber, Andrew Crosby, Michael Forgeron, John Wallace, Derek Porter, Michael Rascher, Bruce Robertson og styrmand Terrence Paul. Canadierne vandt deres indledende heat sikkert, og i semifinalen rakte andenpladsen efter Rumænien til deltagelse i finalen. Finalen blev en tæt affære med under et halvt sekund mellem første- og tredjepladsen. Canadierne sikrede sig akkurat guldet foran Rumænien, mens Tyskland vandt bronze. Canadiernes tid i finalen på 1.29,53 minutter var ny olympisk rekord efter at rumænerne havde slået den i indledende heat med 1.30,21.
Marland indstillede sin aktive karriere efter OL 1992 og koncentrerede sig om en karriere som ejendomsmægler. Han blev i 1994 optaget i Canadas Sports Hall of Fame.

## OL-medaljer
- 1992:  Guld i otter